# Nagelkängurus
Die Nagelkängurus (Onychogalea, engl. Nailtail Wallabies) sind eine Beuteltiergattung aus der Familie der Kängurus. Ihren Namen verdanken sie einem nagelartigen Sporn am Schwanzende. Die Gattung umfasst zwei lebende und eine ausgestorbene Art:
- Kurznagelkänguru (Onychogalea fraenata)
- Mondnagelkänguru (Onychogalea lunata) †
- Nördliches Nagelkänguru (Onychogalea unguifera)

## Merkmale

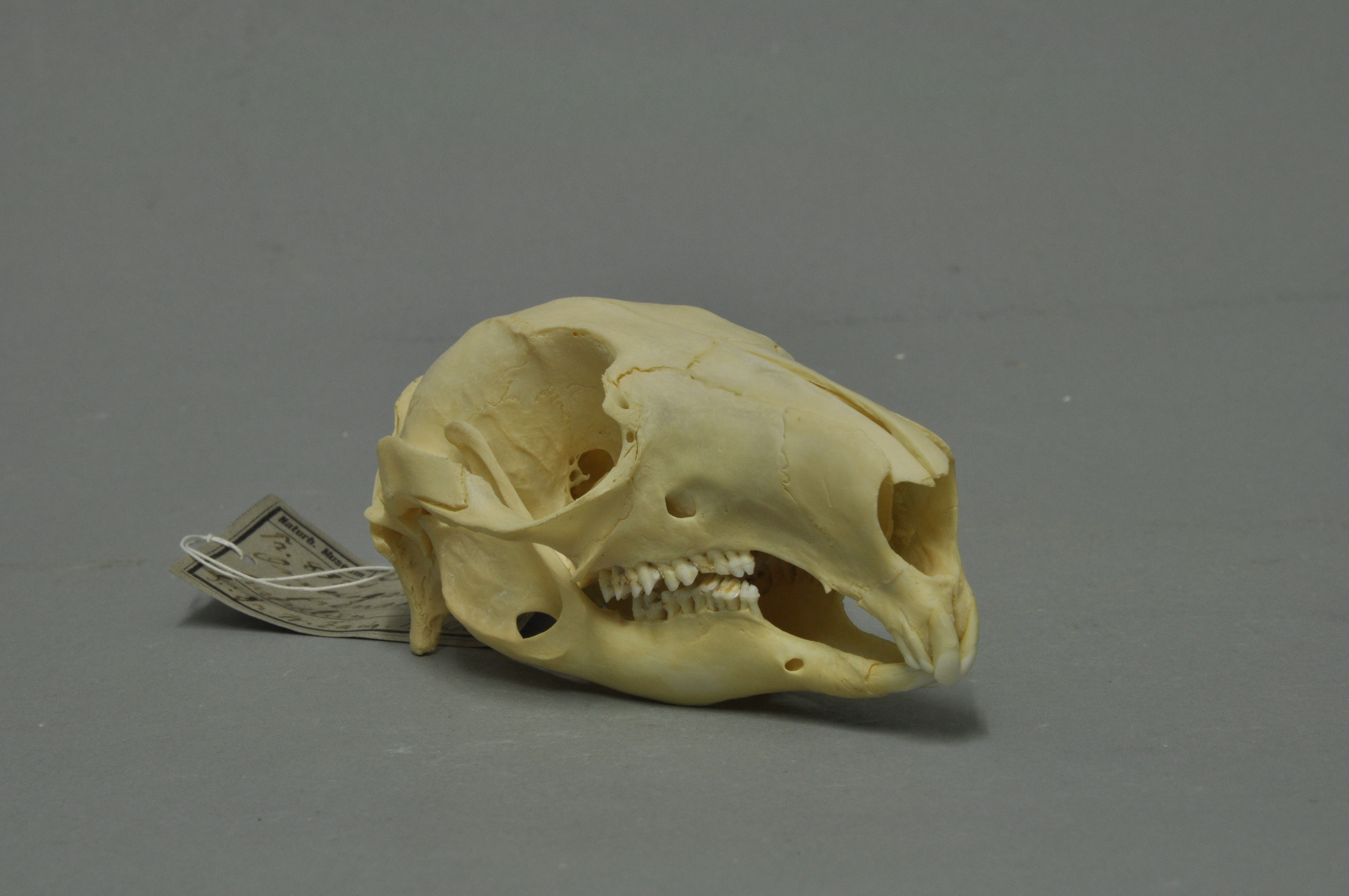
Schädel (Sammlung Museum Wiesbaden)

Mit einem Gewicht von 3 bis 9 Kilogramm zählen die Nagelkängurus zu den kleineren Känguruarten. Wie bei den meisten Kängurus sind die Hinterbeine deutlich länger und kräftiger als die Vorderbeine. Der Schwanz ist lang und muskulös, der nagelartige Sporn am Schwanzende, der teilweise von Fell verdeckt ist, wird beim Springen in den Boden gedrückt, womit eine Hebelwirkung erzielt wird. Das Fell dieser Tiere ist an der Oberseite beige oder grau gefärbt, die Unterseite ist weißlich. Häufig sind weiße Streifen im Schulterbereich oder an der Hüfte vorhanden.

## Verbreitung und Lebensweise
Früher waren Nagelkängurus nahezu über ganz Australien verbreitet, heute sind sie in die nördlichen Regionen des Kontinents zurückgedrängt. Sie bewohnen verschiedene Lebensräume, von trockenen Steppen bis zu offenen Wäldern. Über die Lebensweise dieser Tiere ist wenig bekannt. Sie sind dämmerungs- und nachtaktiv und schlafen tagsüber in flachen Nestern oder im Pflanzendickicht. Sie leben überwiegend einzelgängerisch, schließen sich aber manchmal bei der Nahrungssuche mit anderen Tieren zusammen. Ihre Nahrung besteht aus Gräsern und Kräutern; wie alle Kängurus haben sie einen mehrkammerigen Magen zur besseren Verwertung der schwer verdaulichen Pflanzennahrung.

## Gefährdung
Nagelkängurus sind durch die Ankunft der Europäer in Australien stark in Mitleidenschaft gezogen worden. Das Mondnagelkänguru ist Mitte des 20. Jahrhunderts ausgestorben, das Kurznagelkänguru galt ebenfalls als ausgestorben, bevor in den 1970er-Jahren eine Population gefunden wurde, die unter Schutz gestellt wurde und aus der Zucht- und Wiederansiedlungsprogramme laufen. Nur eine Art, das Nördliche Nagelkänguru, kommt noch relativ häufig vor.